# Jornada Escolar Completa
Jornada Escolar Completa (JEC) es un programa inserto dentro de la reforma al sistema educacional chileno realizada durante el gobierno de Patricio Aylwin (1990-1994), pero que se empezó a implementar en 1997, durante la gestión del ministro José Pablo Arellano, en el gobierno de Eduardo Frei Ruiz-Tagle, a través de la ley 19.532.

## Objetivos
El 21 de mayo de 1996, en el discurso en el Congreso Nacional, el Presidente Eduardo Frei anunciaba la Jornada Escolar Completa de la siguiente manera: 

Si queremos calidad en nuestra educación, necesitamos más tiempo de nuestros alumnos en clases; más tiempo para que nuestros profesores trabajen en los aspectos pedagógicos y de la reforma curricular; más tiempo para actividades de apoyo al trabajo y recreación de los alumnos. Esta medida favorece especialmente  a todos aquellos niños y jóvenes que carecen de un espacio pedagógico en sus hogares.
Eduardo Frei R-T

La extensión de la jornada escolar se justificó por dos motivos básicos:
1. Para mejorar los aprendizajes: ya que se reconoce el mayor tiempo es un factor que afecta positivamente al aprendizaje, el trabajo técnico de los docentes y la gestión de cada establecimiento.
2. Para lograr mayor equidad en la educación: ya que la JEC permitirá atender a la población de alto riesgo social y educativo, y al mismo tiempo es una acción que iguala las oportunidades de aprender al aumentar de manera significativa el tiempo de trabajo escolar a todos los estudiantes de establecimientos educacionales subvencionados por el Estado y no sólo a un sector minoritario y privado como había sido hasta entonces.

Esto obligaba a destinar recursos adicionales para horas adicionales de clases, así como invertir en infraestructura que permitiera que la misma cantidad de alumnos utilizara los colegios y liceos durante más horas cada día.
Hasta ese momento ocurría en muchos establecimientos que funcionaban en dos turnos y por lo tanto fue necesario invertir en equipamiento adicional.

## Hitos
Algunos hitos de la implementación:
- Ley “inicial” (1996) destinada a unos 3200 establecimientos, en su mayoría rurales, que no requerían inversiones en infraestructura para cambiar de régimen de jornada escolar. En este caso se estableció el mayor tiempo escolar para los estudiantes, se definió un tiempo para el trabajo técnico-pedagógico en equipo de los docentes y el procedimiento de ingreso, el apoyo a las escuelas para definir un proyecto pedagógico y se aumentó la subvención del Estado (35 % más).
- Primera Ley JEC (1997):[1] además de apoyo pedagógico y subvención mejorada hubo que incorporar el aporte de capital para adecuar el espacio y equipamiento necesario para atender a la matrícula en el nuevo régimen de jornada. Se decreta que es una medida para todo el sistema escolar público (municipal)  y privado subvencionado por el Estado, este realiza aporte de capital para infraestructura y equipamiento a todos, en función de las inversiones necesarias para que la matrícula de un establecimiento educacional se incorpore a JEC y se fija como plazo final el año 2002 para que todo el sistema se haya adscrito al nuevo régimen de jornada escolar.
- En el 2002 se había avanzado mucho (el 61,3 % de los establecimientos estaban en JEC) sin embargo el avance había sido mucho menor en Santiago (sólo un tercio de los establecimientos) y en otros lugares densamente poblados en los que la carencia y el precio de los terrenos dificultó la implementación de la JEC.
- Una segunda ley que terminó su tramitación el 2004[4] extendió el plazo hasta 2007 para los establecimientos públicos (municipales) y vulnerables y para el 2010 a los demás. Es destacable este criterio de equidad. Esta ley otorgó dinero a los privados para aumentar infraestructura (con resguardo de destino educacional por 30 años) y con la obligación de que establecimientos estuviesen abiertos a la comunidad, por ejemplo, los fines de semana; la vigencia de esta garantía fue hasta el 2006.
- En esta segunda ley se avanza también en aspectos relativos a la gestión. Es claro que la JEC aumenta las oportunidades de tiempo y espacio para  educar,  pero que lo que hace la diferencia es el buen uso de estas oportunidades y ello depende en buena medida de la gestión. Se introduce en ella la concursabilidad de los cargos de directores de centros escolares y la obligatoriedad de la existencia del Consejo Escolar en todos los establecimientos escolares.

La modificación de la JEC por la ley 19979 de 2004, con esta nueva ley, se precisaban y complementaban las condiciones para traspasos de dineros a los establecimientos, así como se mejoraba la necesidad de reportar la gestión educativa por parte de los directores involucrados:
- Permite que el Ministerio pueda asignarles recursos a los establecimientos de administración delegada que tengan infraestructura insuficiente, hasta el año 2006.
- Permite que los sostenedores cuya planta física resulte insuficiente reciban aportes del Mineduc para construcción de nuevos establecimientos, recuperación, habilitación, normalización o ampliación de establecimientos, a la adquisición de inmuebles construidos o a la adquisición de equipamiento y mobiliario.

- Los directores de establecimientos deberán presentar a la comunidad escolar un informe con al menos: metas y resultados del aprendizaje, avances y dificultades de las estrategias, uso de los recursos financieros, líneas de acción y compromisos futuros (entre otros) (nuevo artículo 11)

## Evaluación
Un estudio del 2005 a establecimientos con JEC reportó que

Se observan 3 áreas en que, de acuerdo a la percepción de los actores, la JEC está teniendo efectos: 
- Sobre el desarrollo de conocimientos y habilidades de los alumnos: fundamentalmente en mejorar la formación valórica, la formación deportiva y el manejo de la tecnología y computación de los alumnos.
- Sobre el establecimiento: principalmente en el aprovechamiento de la infraestructura, el equipamiento y recursos; la calidad del trabajo en equipo y las prácticas pedagógicas docentes.
- Sobre el alumno y su familia: en la disminución del tiempo en que los niños están solos en su casa o en la calle; en el aumento de posibilidades que el apoderado trabaje; en la disminución del tiempo destinado a ver TV.

No se constatan percepciones relevantes que imputen como efecto de la JEC un mejoramiento específico en las áreas de aprendizaje tales como lenguaje, matemáticas y ciencia.
Sistemáticamente, la percepción de efectos positivos de la JEC es superior en la enseñanza básica. Siendo esto válido para todos los actores. 

Como efectos específicos de la JEC sobre la economía familiar, según la percepción de los padres, destaca la posibilidad de que la madre pueda trabajar remuneradamente (44 % de menciones), el ahorro del costo de almuerzo de sus hijos (37%) y la posibilidad de evitar el costo de dejar el cuidado de los niños con terceros (35,7 %).
Informe Evaluación JEC 2005

Dentro de otros efectos positivos, otros investigadores han encontrado que la JEC ha tenido un efecto positivo en la participación laboral de mujeres solteras con hijos entre 8 y 13 años, aumentando los ingresos familiares. 

El efecto es que las madres solteras que comenzaron a trabajar después de esta política aumentaron en 5%".
Sergio Urzua

Otros académicos han reportado que en escuelas que han implementado JEC ha disminuido el embarazo adolescente, especialmente en contextos más pobres.

"la JEC ha sido criticada por su bajo impacto en la calidad de la educación, objetivo principal de la reforma. No obstante, también se planteó como objetivo proveer un espacio seguro para los jóvenes, donde se disminuirían los riesgos sociales a los que estaban expuestos, tales como las drogas, la delincuencia y otros. En este sentido, la JEC ha sido exitosa. Al aumentar la cantidad de horas que pasan en el colegio, ha tenido un efecto indirecto positivo en las jóvenes chilenas, ya que son menos propensas a tener un embarazo adolescente, lo cual debiera mejorar sus oportunidades laborales y económicas futuras".
Diane Krugery

Sobre el impacto de esta reforma en la delincuencia juvenil, concluyen que en las comunas con más liceos JEC los jóvenes tienen menor probabilidad de delinquir.

## Críticas
Del mismo estudio de 2005 se menciona que el agotamiento de alumnos y profesores es visto como uno de los principales problemas de haber aumentado el horario de clases en 200 horas promedio al año, equivalentes a 6 semanas adicionales de clases. Para el 34% de los docentes de educación media encuestados, este agobio es "muy grave".
El estudio de García-Huidobro y Concha reporta que los resultados y la implementación de la JEC, así como los resultados han ocurrido mucho más lentamente de lo esperado, y aunque los puntajes de los grupos socioeconómicos más bajos han mejorado, la brecha se mantiene y que el mayor tiempo escolar no es suficiente por sí solo, sino parece ser más importante la gestión.
Otros investigadores critican que el costo de la JEC ha sido cercano a 2500 millones de dólares a lo largo de los años, y que el impacto en resultados de aprendizaje no es estadísticamente distinto de cero.
Expertos de la Universidad de Chile han apuntado a que la JEC ha tenido efectos reducidos en los aprendizajes vinculados a la prueba SIMCE y que no permite a los docentes realizar un trabajo pedagógico innovador.